# Pizzo di Gino
Pizzo di Gino je s nadmořskou výškou 2 245 metrů nejvyšší hora Luganských Alp. Nachází se na severu Itálie, v Lombardii, v těsné blízkosti hranice se Švýcarskem, s kantonem Ticino. Pizzo di Gino leží mezi třemi známými alpskými jezery. Východně se nachází jezero Como, jihozápadně Luganské jezero a západně jezero Maggiore.
Hora je dostupná po značené turistické cestě z obce San Nazzaro Val Cavargna.